# Término (dios)

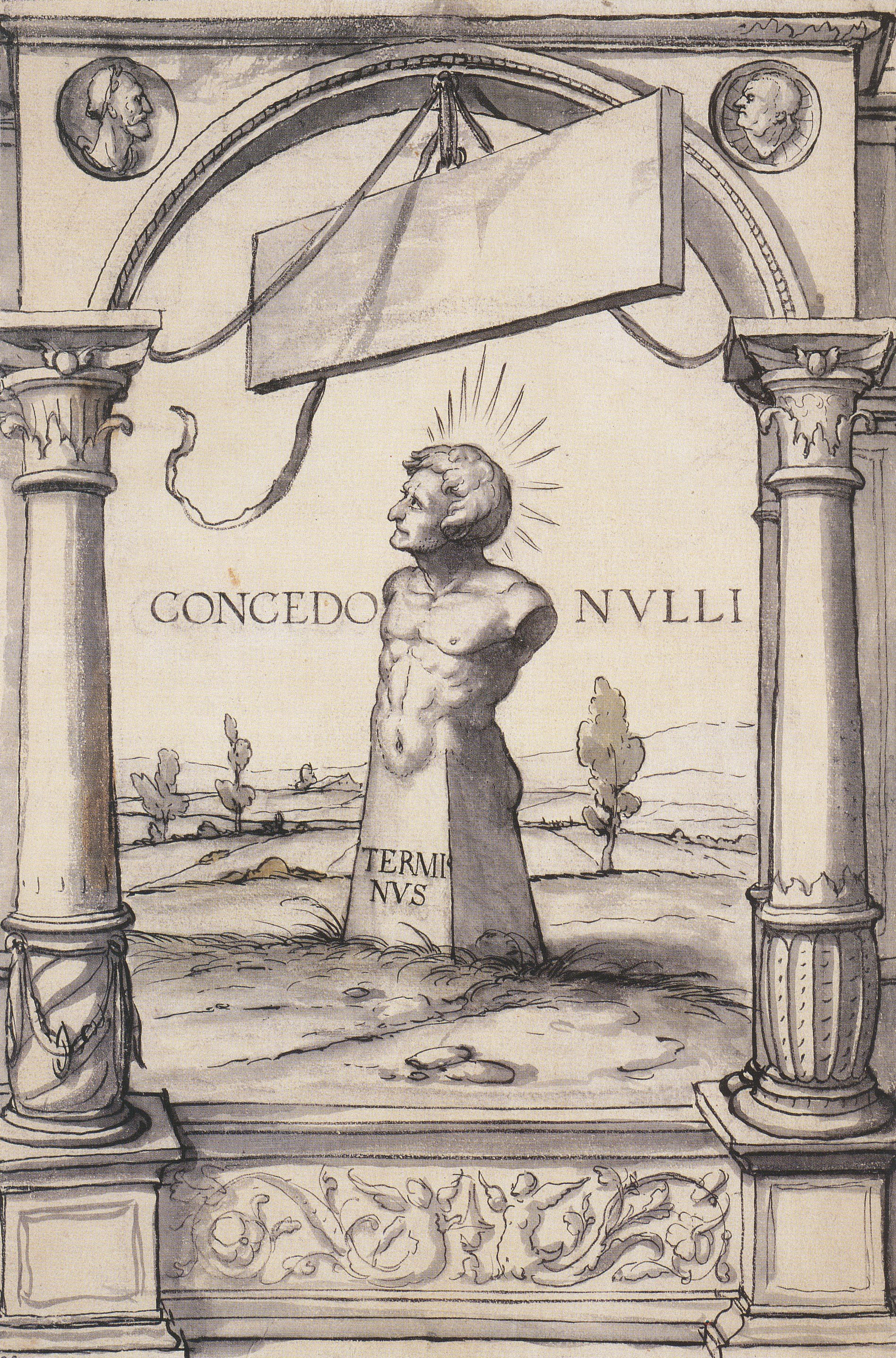
Término, según un grabado de Hans Holbein el Joven.

Término (Terminus en latín) era en la religión romana el dios de «lo que acaba», así como Jano era el dios de «lo que empieza».  Término era la deidad tutelar de los términos, límites e hitos fronterizos; era el guardián de los límites romanos.  En ocasiones es confundido con Silvano, dios de los bosques.

## Etimología
La voz en latín terminus era tanto la palabra para delimitar los límites e hitos fronterizos como el propio nombre de la deidad encargada de su protección.

## Festividades
A Término se le dedicó el mes de febrero.  El día VII de las calendas de marzo (el 23 de febrero del calendario occidental) daban comienzo las fiestas Terminalias en Roma. Su celebración se daba en la unión de las vías Ostiense y Laurentina. Este era el antiguo límite de la ciudad en tiempos de Numa (717–673 a. C.), con lo cual era el "término" de la ciudad. En ellas, cada padre de familia encendía una hoguera sobre la cual los hijos derramaban vino nuevo y semillas de ese mismo año cantando al mismo tiempo himnos adecuados al caso. Más adelante se suprimieron estas ceremonias limitándose a sacrificar un cordero o un cerdo.

## Historia
Según Plutarco, Numa Pompilio fue el primer rey de Roma que hizo colocar los límites en los campos para separar las propiedades consagrando luego estos límites a una advocación de Júpiter llamada Júpiter Término e instituyendo las fiestas terminalias. En su origen la imagen de Término consistía en un pedrusco cualquiera. Después se representó con un pilar que tenía encima una cabeza humana.